# Ивашка (приток Пьяны)
Ивашка — река в России, протекает в Нижегородской области. Устье реки находится в 113 км по правому берегу реки Пьяна. Длина реки составляет 27 км, площадь бассейна — 128 км².
Ивашка является сезонной рекой. Хотя длина реки составляет 27 км, большая часть русла реки пересохла и наполняется только в паводок, реальный постоянный водоток начинается лишь на последних километрах в черте села Яново.
Исток реки у села Новоблаговещенское (Ветошкинский сельсовет Гагинского района). Генеральное направление русла — северо-восток, верховья находятся в Гагинском районе, среднее течение — в Бутурлинском, низовья в Сергачском. Вблизи реки находятся села Андросово (Ветошкинский сельсовет Гагинского района) и Еропкино (Лопатинский сельсовет Сергачского района). Впадает в Пьяну в черте села Яново.

## Данные водного реестра
По данным государственного водного реестра России относится к Верхневолжскому бассейновому округу, водохозяйственный участок реки — Сура от устья реки Алатырь и до устья, речной подбассейн реки — Сура. Речной бассейн реки — (Верхняя) Волга до Куйбышевского водохранилища (без бассейна Оки).
Код объекта в государственном водном реестре — 08010500412110000039968.